# Jean Carlo Witte
Jean Carlo Witte, född 24 september 1977, är en brasiliansk tidigare fotbollsspelare.
I april 1999 blev han uttagen i Brasiliens trupp till U20-världsmästerskapet 1999.